# 大稼乡
大稼乡，是中华人民共和国贵州省黔东南苗族侗族自治州黎平县下辖的一个乡镇级行政单位。

## 行政区划
大稼乡下辖以下地区：
大稼社区、竹山村、高枧村、邓蒙村、荣咀村、大稼村、盘现村、高孖村、岑凤村、岑桃村、平革村、平修村、岑努村、岑趸村、俾嗟村、平底村、归斗村和下八里村。

## 中国传统村落
- 2012年12月，邓蒙村被评为首批“中国传统村落”。
- 2013年8月，高孖村被评为第二批中国传统村落。